# بیل موریس (بازیکن فوتبال، زاده ۱۸۸۸)
بیل موریس (انگلیسی: Bill Morris؛ ۱۲ فوریه ۱۸۸۸ – ۱۷ مارس ۱۹۴۹) بازیکن فوتبال بود.
از باشگاه‌هایی که در آن بازی کرده‌است می‌توان به باشگاه فوتبال آلفرتون تاون و باشگاه فوتبال استون ویلا اشاره کرد.